# Trud (tidning)
Trud (ryska: Tpyд, 'arbete'), är en rysk tidning, utgiven i Moskva och grundad 1921. Den var på den sovjetiska tiden världens största tidning, då organ för den nationella fackföreningsrörelsen och dagligen utkommande. Idag är den en oberoende tredagarstidning med en betydligt lägre upplaga.

## Historik
Trud grundades som ett organ för den sovjetiska fackföreningsrörelsen och fungerade länge som en av landets viktiga dagstidningar. Den grundades 1921 och hade under 1940-talet relativt liten upplaga, jämfört med de stora partitidningarna Pravda och Izvestija. Under efterkrigstiden steg dock upplagan till flera miljoner. Den tog under 1980-talet upplaga från de stora partitidningarna (nämnda ovan), och mellan 1982 och 1990 dubblerades upplagesiffrorna från 10 till 20 miljoner per nummer. Året därpå nämndes den i Guinness rekordbok tidningen med världens största upplaga, noterat som 21,5 miljoner.[källa behövs] Vid Sovjetunionens sammanbrott förlorade tidningen dock sin roll som samlande arbetarorgan, och upplagan föll snabbt. 1994 var upplagan nere i 1 500 000 per nummer, och därefter stabiliserade den ett sig tag på ungefär den nivån.

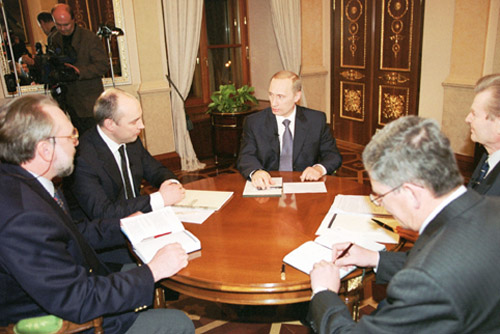
Intervju med Vladimir Putin, genomförd 2001 med bland annat chefredaktören för Trud runt bordet.

Efter ett flertal ägarbyten sjönk upplagan ytterligare. 2007 integrerade investmentbolaget PromSvjazCapital tidningen i sitt nya holdingbolag Media3, som även inkluderade Argumenty i Fakty. Året efter gjordes tidningen om, från fullformat till fyrfärgs tabloid. 2012 köptes tidningen ut av det nybildade Institutet för fri journalistik, grundat av Sergej Tjoj (vice ordförande för RusHydro)
2007 noterade man själv tidningens upplaga som 1 580 000[källa behövs]. Upplagan 2012 hade krympt ytterligare, till 222 000 exemplar. 2013 gavs Trud ut som tredagarstidning, med tre nummer per vecka.

### Upplagesiffror
- 1941 – 100 000[3]
- 1942 – 50 000[3]
- 1943 – 50 000[3]
- 1944 – 50 000[3]
- 1945 (våren) – 63 500[3]
- 1982 – 10 000 000[4]
- 1988 – 17 600 000[4]
- 1990 – 20 300 000[4]
- 1991 – 21 500 000[källa behövs]
- 1994 – 1 500 000[4]
- 1999 – 1 252 500[4]
- 2007 – 1 580 000[källa behövs]
- 2012 – 222 000[1]